# Stylochaeton milneanus
Stylochaeton milneanus är en kallaväxtart som beskrevs av Simon Joseph Mayo. Stylochaeton milneanus ingår i släktet Stylochaeton och familjen kallaväxter. IUCN kategoriserar arten globalt som sårbar.
Artens utbredningsområde är Tanzania. Inga underarter finns listade.